# Sebastian Schönberger
Sebastian Schönberger (Schalchen, 14 de maio de 1994) é um ciclista austríaco que corre na equipa B&B Hotels-KTM de categoria UCI ProTeam.

## Biografia
Em 1 de junho de 2018 uniu-se à equipa continental profissional italiano Wilier Triestina-Selle Italia, onde se converteu no primeiro ciclista austriaco em competir ali.
Em 15 de novembro de 2019, a equipa continental profissional B&B Hotels-Vital Concept anunciou sua chegada para a temporada de 2020. Jérôme Pineau, gerente da estrutura francesa, deixou-se seduzir pela sua cultura internacional, suas qualidades nos perfis montanhosos ou sua experiência como parceiro de equipa, em particular com Giovanni Visconti

## Palmarés
- Ainda não tem conseguido vitórias como profissional.

## Resultados em Grandes Voltas e Campeonatos do Mundo
| Corrida            | Corrida            | 2013 | 2014 | 2015 | 2016 | 2017 | 2018 | 2019 | 2020 | 2021 | 2022 |
| ------------------ | ------------------ | ---- | ---- | ---- | ---- | ---- | ---- | ---- | ---- | ---- | ---- |
|                    | Giro d'Italia      | —    | —    | —    | —    | —    | —    | —    | —    | —    | —    |
|                    | Tour de France     | —    | —    | —    | —    | —    | —    | —    | —    | —    |      |
|                    | Volta a Espanha    | —    | —    | —    | —    | —    | —    | —    | —    | —    | —    |
| Mundial em Estrada | Mundial em Estrada | —    | —    | —    | —    | —    | —    | —    | 54.º | 28.º | —    |

—: não participa
Ab.: abandono

## Equipas
- Team Gourmetfein (2013-2014)
  - Team Gourmetfein Simplon Wels (2014)
  - RC Gourmetfein Wels (2014)
- Tirol Cycling Team (2015-2017)
- Team Hrinkow Advarics Cycleang (01.2018-06.2018)
- Willier Triestina/Neri Sottoli (01.06.2018-2019)
  - Wilier Triestina-Selle Italia (06.2018-12.2018)
  - Neri Sottoli-Selle Italia-KTM (2019)
- B&B Hotels (2020-)
  - B&B Hotels-Vital Concept p/b KTM (2020)
  - B&B Hotels p/b KTM (2021)
  - B&B Hotels-KTM (2022-)